# 1952年イギリスグランプリ
1952年イギリスグランプリ (V RAC British Grand Prix) は、1952年7月19日にシルバーストン・サーキットで開催されたフォーミュラ2のレース。このレースは1952年のF1世界選手権の第5戦でもあったが、通常適用されるフォーミュラ1のレギュレーションではなく、1952年と1953年はフォーミュラ2のレギュレーションが適用された。
新しいピット設備がウッドコートとコプスの間に建設された。元のピットはアビーとウッドコートの間に位置していた。

## レース概要
ジャン・ベーラは一週間前のノンタイトル戦、グランプリ・デ・サーブル＝ドロンヌで肩甲骨を骨折、イギリスGPに参加することができなかった。その結果、前戦でシムカ・ゴルディーニ・T15をドライブしたモーリス・トランティニアンがベーラのゴルディーニ・T16をシルバーストンでドライブすることとなった。その他ゴルディーニチームはレギュラードライバーのロベール・マンヅォンとプリンス・ビラも投入した。ベルギー人ドライバーのジョニー・クレエは前戦同様「エキュリー・ベルゲ」の名称でプライベート・エントリー、シムカ・ゴルディーニをドライブした。フェラーリも前戦と同じ、表彰台を独占した3名 - アルベルト・アスカリ、ニーノ・ファリーナ、ピエロ・タルッフィ - を投入した。また、多くのプライベーターもフェラーリをドライブ、エキュリー・エスパドンからフィッシャーとヒルト、その他ピーター・ホワイトヘッドとロイ・サルヴァドーリが参加した。HWMはレギュラー2名に地元ドライバーを加えるという方針を継続、ピーター・コリンズとランス・マックリンに加えてダンカン・ハミルトンを起用した。コンノートはリー・フランシスエンジンを搭載した車両で4名を起用、マッカルパイン、ダウニング、トンプソン、プーアが参加した。その他にも多くのプライベーターが様々な車両で参加し、その中にはクーパーやマセラティが含まれた。
3台のワークスフェラーリはファリーナによって率いられ、予選トップ3を独占、これに加えてマンヅォンがフロントローに並んだ。2列目はダウニングに続いてクーパー-ブリストルのペア、レグ・パーネル、マイク・ホーソーンが並んだ。3列目はコンノートのプーア、トンプソン、ゴルディーニのビラ、HWMのハミルトンが並んだ。
レースはアスカリが初めからリード、全85ラップを首位のまま走行し、3連勝を挙げた。ポールシッターのニーノ・ファリーナは初めの26ラップを2位で走行したが、スパークプラグ交換のためピットインすると順位が落ち、結局6位でフィニッシュ、ポイントを得ることはできなかった。タルッフィはスタートに失敗、第1ラップの終わりまでに9位に沈んだものの、追い上げて2位に浮上、アスカリの一週遅れでフィニッシュした。デニス・プーアはファリーナのピットストップ後3位で走行、燃料補給のためピットインしなければならなかった。そのためホーソーンが3位を引き継ぎ、彼はレースの残り、順位を維持した。彼はタルッフィの一週遅れでフィニッシュし、世界選手権における初の表彰台を獲得した。プーアは4位、チームメイトのエリック・トンプソンが5位に入ってポイントを獲得した。
アスカリは優勝とファステストラップで選手権ポイントのリードを再び広げることになった。チームメイトのタルッフィに対して8ポイントの差を付けた。ファリーナはポイントを得ることができず、7ポイント差でタルッフィの後に付けた。

## エントリーリスト
| No       | ドライバー                       | チーム                                          | コンストラクター                | シャシー                  | エンジン                   | タイヤ |
| -------- | -------------------------------- | ----------------------------------------------- | ------------------------------- | ------------------------- | -------------------------- | ------ |
| 1        | グラハム・ホワイトヘッド         | ピーター・ホワイトヘッド                        | アルタ                          | Alta F2                   | アルタ F2 2.0 L4           | D      |
| 2        | ビル・アストン                   | W.S.アストン                                    | アストン-バターワース           | アストン・NB41            | バターワース F4 2.0 F4     | D      |
| 3        | ケネス・マッカルパイン           | コンノート・エンジニアリング                    | コンノート-リー・フランシス     | コンノート・A             | リー・フランシス 2.0 L4    | D      |
| 4        | ケン・ダウニング                 | コンノート・エンジニアリング                    | コンノート-リー・フランシス     | コンノート・A             | リー・フランシス 2.0 L4    | D      |
| 5        | エリック・トンプソン             | コンノート・エンジニアリング                    | コンノート-リー・フランシス     | コンノート・A             | リー・フランシス 2.0 L4    | D      |
| 6        | デニス・プーア                   | コンノート・エンジニアリング                    | コンノート-リー・フランシス     | コンノート・A             | リー・フランシス 2.0 L4    | D      |
| 7        | デヴィッド・マレー               | エキュリー・エコッセ                            | クーパー-ブリストル             | クーパー・T20             | ブリストル BS1 2.0 L6      | D      |
| 8        | レグ・パーネル                   | AHM ブライド                                    | クーパー-ブリストル             | クーパー・T20             | ブリストル BS1 2.0 L6      | D      |
| 9        | マイク・ホーソーン               | レスリー・D・ホーソーン                         | クーパー-ブリストル             | クーパー・T20             | ブリストル BS1 2.0 L6      | D      |
| 10       | エリック・ブランドン             | エキュリー・リッチモンド                        | クーパー-ブリストル             | クーパー・T20             | ブリストル BS1 2.0 L6      | D      |
| 11       | アラン・ブラウン                 | エキュリー・リッチモンド                        | クーパー-ブリストル             | クーパー・T20             | ブリストル BS1 2.0 L6      | D      |
| 12       | スターリング・モス               | イングリッシュ・レーシング・オートモビルズ Ltd. | ERA-ブリストル                  | ERA G                     | ブリストル BS1 2.0 L6      | D      |
| 14       | ロイ・サルヴァドーリ1            | G. Caprara                                      | フェラーリ                      | フェラーリ・500           | フェラーリ Type 500 2.0 L4 | D      |
| 15       | アルベルト・アスカリ             | スクーデリア・フェラーリ                        | フェラーリ                      | フェラーリ・500           | フェラーリ Type 500 2.0 L4 | P      |
| 16       | ニーノ・ファリーナ               | スクーデリア・フェラーリ                        | フェラーリ                      | フェラーリ・500           | フェラーリ Type 500 2.0 L4 | P      |
| 17       | ピエロ・タルッフィ               | スクーデリア・フェラーリ                        | フェラーリ                      | フェラーリ・500           | フェラーリ Type 500 2.0 L4 | P      |
| 18       | ルイ・ロジェ2                    | エキュリー・ロジェ                              | フェラーリ                      | フェラーリ・500           | フェラーリ Type 500 2.0 L4 | D      |
| 19       | ルディ・フィッシャー             | エキュリー・エスパドン                          | フェラーリ                      | フェラーリ・500           | フェラーリ Type 500 2.0 L4 | P      |
| 20       | ペーター・ヒルト                 | エキュリー・エスパドン                          | フェラーリ                      | フェラーリ・212           | フェラーリ 125 F1 1.5 V12  | P      |
| 21       | ピーター・ホワイトヘッド         | ピーター・ホワイトヘッド                        | フェラーリ                      | フェラーリ・125           | フェラーリ 125 F1 1.5 V12  | D      |
| 22       | ケン・ウォートン2                | スクーデリア・フラネラ                          | フレイザー・ナッシュ-ブリストル | フレイザー・ナッシュ FN48 | ブリストル BS1 2.0 L6      | D      |
| 23       | トニー・クルック                 | トニー・クルック                                | フレイザー・ナッシュ-ブリストル | フレイザー・ナッシュ 421  | ブリストル BS1 2.0 L6      | D      |
| 24       | ロベール・マンヅォン             | エキップ・ゴルディーニ                          | ゴルディーニ                    | ゴルディーニ T16          | ゴルディーニ 20 2.0 L6     | E      |
| 25       | モーリス・トランティニアン       | エキップ・ゴルディーニ                          | ゴルディーニ                    | ゴルディーニ T16          | ゴルディーニ 20 2.0 L6     | E      |
| 26       | プリンス・ビラ                   | エキップ・ゴルディーニ                          | ゴルディーニ                    | ゴルディーニ T16          | ゴルディーニ 20 2.0 L6     | E      |
| 27       | ジョニー・クレエ                 | エキュリー・ベルゲ                              | シムカ・ゴルディーニ            | シムカ・ゴルディーニ T15  | ゴルディーニ 1500 1.5 L4   | E      |
| 28       | トニー・ゲイズ                   | トニー・ゲイズ                                  | HWM-アルタ                      | HWM 52                    | アルタ F2 2.0 L4           | D      |
| 29       | ピーター・コリンズ               | HWモータース                                    | HWM-アルタ                      | HWM 52                    | アルタ F2 2.0 L4           | D      |
| 30       | ダンカン・ハミルトン             | HWモータース                                    | HWM-アルタ                      | HWM 52                    | アルタ F2 2.0 L4           | D      |
| 31       | ランス・マックリン               | HWモータース                                    | HWM-アルタ                      | HWM 52                    | アルタ F2 2.0 L4           | D      |
| 32       | トゥーロ・デ・グラッフェンリート | エンリコ・プラーテ                              | マセラティ-プラーテ             | マセラティ・4CLT-50       | プラーテ 2.0 L4            | P      |
| 33       | ハリー・シェル                   | エンリコ・プラーテ                              | マセラティ-プラーテ             | マセラティ・4CLT-50       | プラーテ 2.0 L4            | P      |
| 34       | ジノ・ビアンコ                   | エスクーデリア・バンディランテス                | マセラティ                      | マセラティ・A6GCM         | マセラティ A6G 2.0 L6      | P      |
| 35       | アイテル・カントーニ             | エスクーデリア・バンディランテス                | マセラティ                      | マセラティ・A6GCM         | マセラティ A6G 2.0 L6      | P      |
| Sources: |                                  |                                                 |                                 |                           |                            |        |

^1 - ロイ・サルヴァドーリはフェラーリ14番車で予選と決勝の大半を走行した。ボビー・バイアードも同車のドライバーとしてエントリーしたが、レースでドライブすることは無かった。
^2 - ルイ・ロジェとケン・ウォートンはプラクティス前に撤退した。

## 結果

### 予選
| 順位 | No | ドライバー                       | チーム                            | タイム  | 差       |
| ---- | -- | -------------------------------- | --------------------------------- | ------- | -------- |
| 1    | 16 | ニーノ・ファリーナ               | フェラーリ                        | 1:50.0  | -        |
| 2    | 15 | アルベルト・アスカリ             | フェラーリ                        | 1:50.0  | + 0.0    |
| 3    | 17 | ピエロ・タルッフィ               | フェラーリ                        | 1:53.0  | + 3.0    |
| 4    | 24 | ロベール・マンヅォン             | ゴルディーニ                      | 1:55.0  | + 5.0    |
| 5    | 4  | ケン・ダウニング                 | コンノート-リー・フランシス       | 1:56.0  | + 6.0    |
| 6    | 8  | レグ・パーネル                   | クーパー-ブリストル               | 1:56.0  | + 6.0    |
| 7    | 9  | マイク・ホーソーン               | クーパー-ブリストル               | 1:56.0  | + 6.0    |
| 8    | 6  | デニス・プーア                   | コンノート-リー・フランシス       | 1:56.0  | + 6.0    |
| 9    | 5  | エリック・トンプソン             | コンノート-リー・フランシス       | 1:57.0  | + 7.0    |
| 10   | 26 | プリンス・ビラ                   | ゴルディーニ                      | 1:57.0  | + 7.0    |
| 11   | 30 | ダンカン・ハミルトン             | HWM-アルタ                        | 1:57.0  | + 7.0    |
| 12   | 1  | グラハム・ホワイトヘッド         | アルタ                            | 1:58.0  | + 8.0    |
| 13   | 11 | アラン・ブラウン                 | クーパー-ブリストル               | 1:58.0  | + 8.0    |
| 14   | 29 | ピーター・コリンズ               | HWM-アルタ                        | 1:58.0  | + 8.0    |
| 15   | 19 | ルディ・フィッシャー             | フェラーリ                        | 1:58.0  | + 8.0    |
| 16   | 12 | スターリング・モス               | ERA-ブリストル                    | 1:59.0  | + 9.0    |
| 17   | 3  | ケネス・マッカルパイン           | コンノート-リー・フランシス       | 2:00.0  | + 10.0   |
| 18   | 10 | エリック・ブランドン             | クーパー-ブリストル               | 2:00.0  | + 10.0   |
| 19   | 14 | ロイ・サルヴァドーリ             | フェラーリ                        | 2:00.0  | + 10.0   |
| 20   | 21 | ピーター・ホワイトヘッド         | フェラーリ                        | 2:00.0  | + 10.0   |
| 21   | 25 | モーリス・トランティニアン       | ゴルディーニ                      | 2:00.0  | + 10.0   |
| 22   | 7  | デヴィッド・マレー               | クーパー-ブリストル               | 2:02.0  | + 12.0   |
| 23   | 27 | ジョニー・クレエ                 | シムカ・ゴルディーニ-ゴルディーニ | 2:02.0  | + 12.0   |
| 24   | 20 | ペーター・ヒルト                 | フェラーリ                        | 2:03.0  | + 13.0   |
| 25   | 23 | トニー・クルック                 | フレイザー・ナッシュ-ブリストル   | 2:03.0  | + 13.0   |
| 26   | 28 | トニー・ゲイズ                   | HWM-アルタ                        | 2:05.0  | + 15.0   |
| 27   | 35 | アイテル・カントーニ             | マセラティ                        | 2:06.0  | + 16.0   |
| 28   | 34 | ジノ・ビアンコ                   | マセラティ                        | 2:07.0  | + 17.0   |
| 29   | 31 | ランス・マックリン               | HWM-アルタ                        | 2:08.0  | + 18.0   |
| 30   | 2  | ビル・アストン                   | アストン-バターワース             | 3:28.0  | + 1:38.0 |
| 31   | 32 | トゥーロ・デ・グラッフェンリート | マセラティ-プラーテ               | No time | -        |
| 32   | 33 | ハリー・シェル                   | マセラティ-プラーテ               | No time | -        |

### 決勝
| 順位     | No | ドライバー                       | チーム                           | 周回 | タイム/リタイア原因 | グリッド | ポイント |
| -------- | -- | -------------------------------- | -------------------------------- | ---- | ------------------- | -------- | -------- |
| 1        | 15 | アルベルト・アスカリ             | フェラーリ                       | 85   | 2:46:11             | 2        | 9        |
| 2        | 17 | ピエロ・タルッフィ               | フェラーリ                       | 84   | +1 lap              | 3        | 6        |
| 3        | 9  | マイク・ホーソーン               | クーパー-ブリストル              | 83   | +2 laps             | 7        | 4        |
| 4        | 6  | デニス・プーア                   | コンノート-リー・フランシス      | 83   | +2 laps             | 8        | 3        |
| 5        | 5  | エリック・トンプソン             | コンノート-リー・フランシス      | 82   | +3 laps             | 9        | 2        |
| 6        | 16 | ニーノ・ファリーナ               | フェラーリ                       | 82   | +3 laps             | 1        |          |
| 7        | 8  | レグ・パーネル                   | クーパー-ブリストル              | 82   | +3 laps             | 6        |          |
| 8        | 14 | ロイ・サルヴァドーリ             | フェラーリ                       | 82   | +3 laps             | 19       |          |
| 9        | 4  | ケン・ダウニング                 | コンノート-リー・フランシス      | 82   | +3 laps             | 5        |          |
| 10       | 21 | ピーター・ホワイトヘッド         | フェラーリ                       | 81   | +4 laps             | 20       |          |
| 11       | 26 | プリンス・ビラ                   | ゴルディーニ                     | 81   | +4 laps             | 10       |          |
| 12       | 1  | グラハム・ホワイトヘッド         | アルタ                           | 80   | +5 laps             | 12       |          |
| 13       | 19 | ルディ・フィッシャー             | フェラーリ                       | 80   | +5 laps             | 15       |          |
| 14       | 27 | ジョニー・クレエ                 | シムカ-ゴルディーニ-ゴルディーニ | 79   | +6 laps             | 23       |          |
| 15       | 31 | ランス・マックリン               | HWM-アルタ                       | 79   | +6 laps             | 29       |          |
| 16       | 3  | ケネス・マッカルパイン           | コンノート-リー・フランシス      | 79   | +6 laps             | 17       |          |
| 17       | 33 | ハリー・シェル                   | マセラティ                       | 78   | +7 laps             | 32       |          |
| 18       | 34 | ジノ・ビアンコ                   | マセラティ                       | 77   | +8 laps             | 28       |          |
| 19       | 32 | トゥーロ・デ・グラッフェンリート | マセラティ                       | 76   | +9 laps             | 31       |          |
| 20       | 10 | エリック・ブランドン             | クーパー-ブリストル              | 76   | +9 laps             | 18       |          |
| 21       | 23 | トニー・クルック                 | フレイザー・ナッシュ-ブリストル  | 75   | +10 laps            | 25       |          |
| 22       | 11 | アラン・ブラウン                 | クーパー-ブリストル              | 69   | +16 laps            | 13       |          |
| リタイア | 29 | ピーター・コリンズ               | HWM-アルタ                       | 73   | イグニッション      | 14       |          |
| リタイア | 30 | ダンカン・ハミルトン             | HWM-アルタ                       | 44   | エンジン            | 11       |          |
| リタイア | 12 | スターリング・モス               | ERA-ブリストル                   | 36   | エンジン            | 16       |          |
| リタイア | 25 | モーリス・トランティニアン       | ゴルディーニ                     | 21   | ギアボックス        | 21       |          |
| リタイア | 28 | トニー・ゲイズ                   | HWM-アルタ                       | 19   | エンジン            | 26       |          |
| リタイア | 7  | デヴィッド・マレー               | クーパー-ブリストル              | 14   | エンジン            | 22       |          |
| リタイア | 24 | ロベール・マンヅォン             | ゴルディーニ                     | 9    | クラッチ            | 4        |          |
| リタイア | 20 | ペーター・ヒルト                 | フェラーリ                       | 3    | ブレーキ            | 24       |          |
| リタイア | 35 | アイテル・カントーニ             | マセラティ                       | 0    | ブレーキ            | 27       |          |
| DNS      | 2  | ビル・アストン                   | アストン・バターワース           | 0    | Non Starter         |          |          |

## 注
- デヴィッド・マレーの最後のレースであった。

## 第5戦終了時点でのランキング
|  | 順位 | ドライバー           | ポイント |
|  | ---- | -------------------- | -------- |
|  | 1    | アルベルト・アスカリ | 27       |
|  | 2    | ピエロ・タルッフィ   | 19       |
|  | 3    | ニーノ・ファリーナ   | 12       |
|  | 4    | トロイ・ラットマン   | 8        |
|  | 5    | ロベール・マンヅォン | 7        |

- 注：トップ5のみ表示。ベスト4戦のみがカウントされる。

## 参照
1. ↑  “British GP, 1952 Race Report”.   Grand Prix.com. 2013年2月2日閲覧。
2. ↑  “1952 British Grand Prix - Race Entries”.   manipef1.com. 2012年5月9日時点のオリジナルよりアーカイブ。2014年1月2日閲覧。
3. ↑  “1952 British GP - Entry List”.   chicanef1.com. 2014年1月2日閲覧。
4. ↑  “Britain 1952 - Race entrants”.   statsf1.com. 2014年1月11日閲覧。
5. ↑  “Britain 1952 - Result”.   statsf1.com. 2014年1月11日閲覧。

- “The Official Formula 1 website”. 2009年12月1日閲覧。

| 前戦 1952年フランスグランプリ     | FIA F1世界選手権 1952年シーズン | 次戦 1952年ドイツグランプリ       |
| 前回開催 1951年イギリスグランプリ | イギリスグランプリ              | 次回開催 1953年イギリスグランプリ |